# ローレンス・ダラーリオ
ローレンス・ダラーリオ（Lawrence Dallaglio、1972年8月10日 - ）は、イングランド・ロンドン出身のラグビー選手である。ポジションはナンバーエイト。ロンドン・ワスプス所属。

## キャリア
1990年にロンドン・ワスプスの前身であるワスプスFCに加入。1995年にイングランド代表初キャップ獲得。1997年から1999年まで代表主将を務めた。その後マーティン・ジョンソンに禅譲。2003年W杯の優勝にも貢献。大会後の2004年8月に一度代表から引退したが、2005年に復帰した。2007年W杯にも選出された。